# Irene Komnene Doukaina
Irene Komnene Doukaina, död efter 1241, var kejsarinna av Bulgarien 1238–1241, som gift med tsar Ivan Asen II.